# Vitige
Vitige (in latino Witigis; ... – Costantinopoli, 542) è stato un re ostrogoto dal 536 al 540, agli inizi della guerra greco-gotica.

## Biografia

### L'ascesa al trono
Vìtige non era di famiglia nobile. Generale dell'esercito ostrogoto, domò con energia una rivolta scoppiata nella città di Locri a causa delle angherie di alcuni funzionari regi. Fu acclamato re nel 536 al posto di Teodato, eliminato da una rivolta, e ne prese il posto a Ravenna. Sposò Matasunta, l'unica figlia della regina Amalasunta (536), creando così un legame con la famiglia di Teodorico, di cui quest’ultima era figlia.

### La Guerra gotica

#### L'assedio di Roma del 537-538
Nel 535 l'esercito bizantino dell'imperatore Giustiniano I aveva conquistato la Sicilia, e sotto il comando di Belisario aveva risalito l'Italia conquistando Napoli, Cuma ed ottenendo la resa degli Ostrogoti nel Sannio. Questi ultimi avvenimenti in particolare, oltre all'inettitudine militare e politica, produssero una rivolta contro il re Teodato, che fu ucciso mentre era in fuga verso Ravenna, e sostituito da Vitige il quale, esperto militare, rioccupò Roma e si affrettò a concludere le ostilità contro i Franchi. Le truppe così svincolate dagli impegni sul fronte franco vennero velocemente riutilizzate come presidio di Roma, quindi, ottenuto il giuramento di fedeltà da parte dei Romani, tornò a Ravenna con molti senatori come ostaggi. Il matrimonio a cui costrinse Matasunta, nipote del re Teodorico, gli tornava utile sia per assicurarsi i favori di quella parte del popolo goto rimasto fedele alla famiglia teodoriciana, sia per tentare un ammorbidimento delle posizioni di Costantinopoli, che di Teodorico era stata alleata. Nel frattempo si assicurò l'alleanza dei Franchi con il pagamento di una cospicua quantità d'oro e la cessione della Provenza, da cui poté quindi svincolare altre truppe. Ma il voltafaccia dei Romani (causato oltre all'odio per gli Ostrogoti, anche dal timore dell'attacco dei Bizantini), con il benestare delle autorità cittadine e dello stesso papa Silverio, consentì il 9 dicembre 536 l'ingresso in città alle truppe bizantine del generale Belisario, con il presidio gotico che, insufficiente a difendere la città, contemporaneamente l'abbandonava.
All'inizio di marzo del 537 l'esercito goto, forte, secondo lo storico Procopio, di 150.000 uomini (ma il numero sembra decisamente eccessivo) si impegnava nel primo scontro fuori dalle mura di Roma che Belisario aveva appena rafforzato e restaurato. Fallito il tentativo di prendere la città al primo assalto, Vitige la cinse d'assedio, ma l'ampiezza della circonferenza delle mura era tale che le truppe gotiche (che dunque dovevano essere molto inferiori rispetto a quanto affermato da Procopio) non riuscirono a chiudere l'anello, lasciando praticamente libera la parte meridionale della città. Fu durante questo assedio che Vitige ordinò di tagliare tutti gli antichi acquedotti che approvvigionavano d'acqua Roma. E Belisario, dal canto suo, ne fece murare gli sbocchi affinché non potessero essere utilizzati come passaggi per introdursi in città. Tranne rari casi, gli acquedotti di Roma non furono più ripristinati.
Approfittando del malcontento che cominciava a serpeggiare in città (mal difesa e ormai prossima alla carestia), Vitige tentò di offrire la pace, per evitare altri danni, ma al rifiuto di Belisario sferrò l'attacco decisivo su tutto il fronte dell'assedio, attacco che fu però respinto con gravi perdite da parte dei Goti. L'assedio continuò, ma la situazione era mutata: i Romani ormai si fidavano del genio militare di Belisario, che si sentiva del resto più sicuro della vittoria, mentre l'esercito di Vitige aveva decisamente perso l'euforia iniziale. Fu probabilmente a causa di questo stato di cose che il re goto, forse per un impeto d'ira, si macchiò di un'azione difficilmente giustificabile, ordinando di eliminare tutti i senatori che precedentemente aveva portato con sé a Ravenna come ostaggi.
Ricevuti rinforzi dalla parte lasciata libera dall'accerchiamento, i Bizantini tentarono una sortita che, nei loro piani, doveva risolvere l'assedio, ma Vitige ne venne preventivamente informato e, accolto il nemico in forze, riuscì a ricacciarlo entro le mura. In città la carestia si faceva sempre più grave, per la mancanza di rifornimenti che, avendo i Goti occupato Portus (il porto di Roma alla foce del Tevere), non riuscivano più ad arrivare in città, ma anche gli assedianti avevano grosse difficoltà in quanto, oltre alle azioni di disturbo della cavalleria bizantina che, con continue sortite, rendeva difficile l'approvvigionamento, lo stesso taglio degli acquedotti che doveva creare problemi agli assediati stava rendendo paludosa e acquitrinosa tutta la campagna romana in cui erano accampati, a causa dell'acqua che precipitava libera dalle condutture tagliate, con conseguente insorgere di febbri malariche. L'arrivo, poi, di rinforzi per i Bizantini e l'avvicinarsi di altre truppe nemiche e rifornimenti convinsero Vitige a proporre una tregua per poter inviare all'imperatore le proposte di pace. Nel frattempo i Goti furono costretti ad abbandonare sia Portus che la città di Albano ed altre postazioni strategiche, prontamente occupate, nonostante la tregua, dai Bizantini, mentre Belisario inviava il collega Giovanni ad occupare e devastare i territori che sarebbero serviti ai Goti per la ritirata.
Avuta notizia, peraltro vera solo in minima parte, che le truppe bizantine si erano ribellate a Belisario, Vitige si decise a rompere la tregua (comunque già più volte infranta dai Bizantini) e tentò un nuovo assalto alle porte di Roma, da cui venne però respinto. Ma il generale Giovanni stava rapidamente avvicinandosi a Ravenna, dove Vitige temeva che la regina Matasunta, piena d'astio nei suoi confronti per essere stata costretta al matrimonio, avrebbe potuto consegnare se stessa e la città al nemico, e dunque, considerato anche che da Costantinopoli non giungevano notizie e che l'assedio di Roma si stava rivelando un disastro, nel marzo del 538 fu costretto ad interrompere l'assedio e a risalire verso Ravenna.

#### Prosecuzione della guerra al nord
Belisario si pose subito all'inseguimento del nemico, ottenendo diversi successi militari, ma nel 539, grazie anche alle discordie sorte tra lo stesso Belisario e il collega Narsete, inviato da Costantinopoli per affiancarlo, Vitige riuscì a riconquistare l'Italia settentrionale, radendo tra l'altro al suolo Milano e trucidandone la popolazione.
L'anno successivo Belisario, grazie anche all'abbandono dell'alleanza che i Franchi avevano stretto con Vitige, riuscì a riprendere in mano la situazione e attaccò la capitale degli Ostrogoti. Vitige si rese conto che ormai la situazione era irrimediabilmente compromessa e tentò infruttuosi accordi con Costantinopoli, ma data la forte opposizione interna si offrì anche di rinunciare al trono in favore di Belisario. Costui finse di tradire il suo imperatore ed accettò la corona d'Italia, ma in realtà tradì la fiducia degli Ostrogoti, occupò Ravenna, prese prigioniero Vitige e lo portò a Costantinopoli assieme alla moglie Matasunta e al tesoro reale di Teodorico.
Là Vitige morì, due anni dopo, senza eredi. La sua successione era stata destinata al nipote Uraia, che tuttavia preferì cedere il posto a Ildibaldo.
Dopo la sua morte Matasunta sposò Germano Giustino, un cugino dell'imperatore d'Oriente.

## Leggenda
Witige (in norrena Viðga) è uno degli eroi della letteratura epica fiorita intorno alla figura di Dietrich von Bern (Teodorico da Verona).
Witige è figlio del mitico fabbro Wieland e a dodici anni lascia la casa paterna per cercare avventure. Giunto a Bern (Verona), sfida a duello il giovane principe Dietrich e lo sconfigge grazie alla spada donatagli dal padre, Mimminc. Dietrich e Witege stringono un patto di fratellanza. Tra gli eroi al servizio di Dietrich ci sono anche il vecchio Hildebrand e il valoroso Heime.
Il re degli Unni Etzel chiede l'aiuto di Dietrich per una campagna militare conto il re svedese Ósantrix. Durante la battaglia Witege viene catturato e Vildifer, suo fedele amico, architettata uno stratagemma per liberarlo: Vildifer si traveste da orso e si infiltra alla corte di Ósantrix nei panni di orso danzante al seguito di un menestrello. In questo modo scopre dove Witege è tenuto prigioniero, aggredisce re Ósantrix e lo uccide, e libera l'amico.
In seguito all'episodio scoppia una lite tra Witege e Heime per la proprietà della spada Mimminc, che il secondo aveva preso dopo che il primo era stato catturato e dato per morto. Witege ottiene indietro la propria spada e i due si giurano amicizia.
Per ottenere la mano della bella Bolfrina, Witege lascia la corte di Dietrich e giura fedeltà a re Ermrich, zio di Dietrich. Allorché Ermrich dichiara guerra al nipote, Witege è costretto a schierarsi con Ermrich: Dietrich fugge innanzi all'esercito nemico e si rifugia alla corte di Etzel, re degli Unni. 
Dopo diversi anni Dietrich, grazie al sostegno di Etzel, organizza una campagna per riconquistare il proprio regno. Dietrich confida ancora nell'amicizia di Witige, ma questi continua ad essere fedele a Ermrich. Durante un duello Witige si trova costretto a uccidere Orte e Scharphe, figli di Etzel, e Diether, fratello di Dietrich, tutti e tre ancora ragazzini. Dietrich è furioso e si lancia all'inseguimento di Witege, che per salvarsi si getta in mare, dove lo accoglie la sirena Wachilde, sua antenata.
Trasportato dalla sirena in Zelanda, Witege vive per molti anni su un isolotto deserto, dando il preciso ordine al traghettatore di non portarvi Dietrich, del quale fornisce una statua. Dietrich, tuttavia, trova il nascondiglio di Witege e, volendo a tutti i costi vendicare il fratello Diether, si fa togliere un occhio per non essere riconosciuto dal traghettatore. Giunto alla dimora di Witege, Dietrich sottrae all'eroe la spada Mimminc , poi lo sfida a duello. Witege, privo della sua arma migliore, viene sopraffatto e muore, non prima di aver inferto profonde ferite all'avversario. Dietrich, dopo aver gettato in un lago Mimminc, muore per le ferite infertegli da Witege.